# Carcelia hirtspila
Carcelia hirtspila är en tvåvingeart som beskrevs av Chao och Shi 1982. Carcelia hirtspila ingår i släktet Carcelia och familjen parasitflugor. Inga underarter finns listade i Catalogue of Life.